# Microformat
Et microformat (sommetider forkortet som μF eller uF) er en betegnelse der bruges om en aftalt standard for hvordan man kan tilføje metadata til eksisterende indhold på nettet ved hjælp af XHTML og HTML klasser og attributter. Formålet med microformats er at muliggøre at information der er skrevet i en læsbar form på nettet (som for eksempel kontaktinformationer, geografiske koordinater, kalender arrangementer osv.) også kan læses og indekseres automatisk af software.

## Specifikke microformats
Adskillige microformats er blevet udviklet for at muliggøre semantisk opmarkering af specifikke typer af informationer, deriblandt:
- hAtom – til opmarkering af f.eks. artikler på en blog, inspireret af elementer fra Atom standarden til websyndikering.
- hCalendar – til kalender arrangementer.
- hCard – til kontaktinformationer, herunder:

- adr – til postadresser.
- geo – til geografiske koordinater (breddegrad, længdegrad).

- hReview – til anmeldelser.
- hResume – til opmarkering af et curriculum vitæ.
- XHTML Friends Network (XFN) – til opmarkering af sociale relationer.